# Elise Berends
Elise Berends (Naarden, 9 september 1984) is een Nederlandse actrice, zangeres en docent. In het seizoen 2009 / 2010 is zij te zien in een van de hoofdrollen van de musical Mamma Mia! in de rol van Sophie.

## Biografie
Tijdens haar vwo-opleiding in Bussum won Berends in 2000 en 2001 de Open Podium in 't Spant wedstrijd met vertolkingen uit resp. Cats en West Side Story. 
Na haar vwo studeerde Berends tussen 2002 en 2006 aan de Hogeschool voor de Kunsten in Rotterdam (Codarts) richting Muziektheater. Na het project Murderballads, dat de derde- en vierdejaarsstudenten van de opleiding eind 2005, begin 2006 hebben uitgevoerd met theatermakers Vincent van Warmerdam en Michel Sluysmans, is Berends door Sluysmans gevraagd mee te spelen in de nieuwe productie van theatergezelschap Annette Speelt: Revuelutie. Onder regie van Kees Prins was deze revue in mei tot juni 2006 in diverse theaters te zien. Na haar solovoorstelling Als je mocht kiezen deed Berends auditie voor Tarzan en werd in deze productie een van de understudy's van Jane. 
Naast het spelen in professionele producties doet Berends veel productiewerk (regie, tekst en muziek) voor jeugdtheaterproducties.  Zingen op de straat, een musical die door 60 jongeren werd uitgevoerd onder regie van Berends voor het Gooisch theaterhuis. In deze productie, met veel elementen uit Les Misérables speelde Berends tevens de rol van Eponine.
Sinds 2016 is Berends verbonden aan het Nationaal Jeugd Musical Theater (NJMT) waar ze werkzaam is als artistiek leidster en docent. Hier regisseerde ze onder meer musicals Peter Pan: Het echte verhaal, Alice in Wonderland en Robin Hood.

## Theater
- Margaret Hughes (Nationaal Jeugd Musical Theater, 2017) - Margaret Hughes
- De Tovenaar van Oz (Nationaal Jeugd Musical Theater, 2014/2015) - Boze Heks
- Ja Zanna, Neen Zanna (M-lab, 2012) - Greet
- Zorro (Joop van den Ende Theaterproducties, 2011/2012) - Ensemble/ cover Louisa
- Mamma Mia! (Joop van den Ende Theaterproducties, 2009/2010) - Sophie
- Tarzan (Joop van den Ende Theaterproducties, 2008/2009) - understudy Jane
- Als je mocht kiezen - solovoorstelling
- Revuelutie (Annette Speelt, 2006) - diverse rollen
- Murderballads (Codarts, 2005) - Wim

## Overig
- Berends verleent vanaf 2000 haar medewerking aan diverse jeugdtheateropleidingen zoals Gooisch Theaterhuis, Elcker Theater Bussum en Jeugdtheaterschool JTS Bussum. Hier tekent ze voor regie, tekst en muziek van diverse voorstellingen en is ze werkzaam als zang- dans en dramadocente. Tevens is ze theater- en zangdocent aan het Sint Vituscollege en het Willem de Zwijgercollege in Bussum, alsmede theater- en zangdocent aan Stichting Jeugd Musical Amsterdam.
- In 2006 en 2007 was Berends te zien in commercials van de Plusmarkt.
- Berends trad eind 2006 op als soliste tijdens het Christmasconcert Carols aan de Maas in de Laurenskerk te Rotterdam